# ピアノソナタ第6番 (モーツァルト)
ピアノソナタ第6番 ニ長調 K. 284 (205b) は、ヴォルフガング・アマデウス・モーツァルトが作曲した最初期のピアノソナタの1つ。全6曲ある「デュルニッツ・ソナタ」の1曲であり、国によってはこのソナタだけを『デュルニッツ』と呼ぶ場合もある。

## 概要
このソナタは1775年の新春に、オペラ『偽の女庭師（偽の花作り女）』K. 196の初演のためにミュンヘン滞在中に、バイエルン選帝侯マクシミリアン3世ヨーゼフの侍従職にあったデュルニッツ男爵という人物の依頼で作曲された。この作曲の依頼で、のちの「デュルニッツ・ソナタ」を作るきっかけとなった。この第6番は、モーツァルトは大変気に入ったようで何度も演奏したりし、10年後にはこの曲だけを出版した。モーツァルトは手紙の中で「比類のない効果」と書いている。
また、このソナタの第1楽章の一部は既にザルツブルクで着手されており、終楽章では初めて短調を採用している。

## 構成
3楽章構成。演奏時間は約24分。
- 第1楽章 アレグロ
ニ長調、4分の4拍子、ソナタ形式。
お使いのブラウザーでは、音声再生がサポートされていません。音声ファイルをダウンロードをお試しください。
- 第2楽章 ポロネーズ風ロンドー：アンダンテ
イ長調、4分の3拍子、ロンド形式。
第1主題
お使いのブラウザーでは、音声再生がサポートされていません。音声ファイルをダウンロードをお試しください。
第2主題
お使いのブラウザーでは、音声再生がサポートされていません。音声ファイルをダウンロードをお試しください。
- 第3楽章 主題と変奏：アンダンテ（第11変奏はアダージョ・カンタービレ、第12変奏はアレグロ)
ニ長調（第7変奏はニ短調）、2分の2拍子（第11変奏は4分の4拍子、第12変奏は4分の3拍子）、変奏曲形式。
お使いのブラウザーでは、音声再生がサポートされていません。音声ファイルをダウンロードをお試しください。
モーツァルトのピアノソナタでは初めて変奏曲形式が取り入れられ、主題と12の変奏からなり、第1、第2楽章の3倍にも及ぶ長大な楽章である。